# Храповицкий, Михаил Васильевич
Михаил Васильевич Храповицкий (17 (28) сентября 1758  — 20 февраля (4 марта) 1819 ) — русский переводчик и поэт, родился в Санкт-Петербурге.
Младший брат статс-секретаря Екатерины II Александра Храповицкого и поэтессы Марии Сушковой.

## Биография
Учился в доме у Карла Модераха, профессора Академической гимназии в Петербурге. С юных лет много читал, выбором книг поначалу занималась старшая сестра Мария. Сочинял стихи с 16 лет, переводить начал ещё раньше.
Дослужился до чина надворного советника, затем службу оставил и в начале 1770-х годов поселился в своём небольшом имении Бережок (Вышневолоцкий уезд Тверской губернии), и трижды избирался уездным предводителем дворянства. Согласно другим сведениям он вышел в отставку в 1784 году. С такой просьбой он обратился к Ярославскому губернатору А. П. Мельгунову в письме от 11 ноября 1784 г. Этому решению поспособствовал и его отец Василий Храповицкий. Желая видеть сына рядом с собой в последние годы своей жизни, он также обратился с подобной просьбой к Ярославскому генерал-губернатору . Из материалов этого архива следует, что основной сферой  профессиональных интересов  Храповицкого М. В. до его выхода в отставку было  участие в качестве инженера при строительстве  Вышневолоцкой и Мариинской водных систем. 
После выхода в отставку, Храповицкий М. В.  вёл жизнь «странного философа-мечтателя», «пустынника», «искреннего мудреца и созерцателя природы» (по свидетельствам его племянника Н. В. Сушкова), лишь изредка покидая своё поместье для деловых поездок в Вышний Волочёк или Петербург.
Храповицкий был «благодетелем» своих крестьян, которых в числе 260 душ незадолго перед смертью отпустил на волю, за что те воздвигли ему могильный памятник. Похоронен в селе Тройца (ныне Удомельский район Тверской области).

## Издания
Переводы с французского:
- 1772 — комедия «Благодетельный грубиян» Карло Гольдони («Le Bourru bienfaisant» — написана по-французски и впервые поставлена в Париже в ноябре 1771);
- 1773 — одноактная комедия «Любовник, сочинитель и слуга» Пьера Серу (Pierre Cérou, «L’Amant, auteur et valet», 1740)

Из многочисленных его произведений напечатаны:
- философская ода «Мы» («Академические известия», ч. IV; 1780);
- «Слово похвальное императрице Екатерине II» (1802);
- «Разговор уездных дворян о выборе в судьи» (М., 1790, 2 изд. СПб., 1790 — небольшая сатира на дворянские выборы);
- «Эклога на заключение мира с Портою в 1791 г.» (СПб., 1792);
- «Весна, ода на всерадостное вступление на престол государя императора Александра I» (СПб., 1801);
- ода «Вечность» («Академические известия», 1780, ч. V, стр. 77—84).

Посмертные издания:
- целый ряд стихотворений Храповицкого был обнародован в «Рауте» за 1852 и 1854 гг. и в сборнике Н. Ф. Дубровина «Письма главнейших деятелей в царствование императора Александра I»;
- «Плод моего уединения» — философские размышления («Раут», 1852);
- «Размышление о различных вещах» — личные записи в прозе и в стихах периода 1770—1790 (Раут на 1852 год, с. 225—259);
- «Мысли по случаю учреждения вольных хлебопашцев в России» («Чтен. Московского общества истории и др.», 1858, кн. 2), где Храповицкий заявляет себя врагом крепостного права;
- «Ода на достопамятное в России постановление о состоянии свободных хлебопашцев высочайшим императора Александра I указом февраля в 20-й день 1803 г.» («Библиографические записки», 1858, 12) — также выражает его антикрепостнические настроения.

Все рукописи Храповицкого перед революцией находились в московском Румянцевском музее.